# Чабранка
Чабранка је кратка гранична река између Хрватске и Словеније, лева притока горњег тока реке Купе. Дуга је 17,5 km. Извире под планином Обрхом код Чабра, на 546 м надморске висине.
Најважније су јој притоке Сушица, понорница Тршћанка и поток Мандли. Улива се у Купу код Осилнице на 287 м.
Чабранка је чиста и бистра планинска река, која има велики значај због природних лепота и спортског риболова, нарочито на пастрмке.